# 東京女子プロレス
東京女子プロレス（とうきょうじょしプロレス、英: TOKYO JOSHI PRO-WRESTLING、略称: TJPW）は、日本の女子プロレス団体。運営はCyberFight 東京女子プロレス事業部。

## 特徴
- 旗揚げ当初のコンセプトとして「文化系女子プロレス」、「ニュータイプの女子プロレスラーの発掘、育成」、「三禁」が挙げられていた。「三禁」とは全日本女子プロレスでも掲げていた「男、酒、たばこ」の禁止を意味するが、2018年11月1日には「三禁」を廃止することが発表された。
- 旗揚げ当初は通常興行のプログラムはプロレスの試合とアイドルライブで構成されていたが所属選手の増加により、2015年2月28日の新宿FACE大会を最後にアイドルライブを廃止して代わりに欠場中の所属選手や練習生が中心となってライブを披露していた。2017年からアイドル兼選手によるライブが定例となっている。
- 旗揚げ当初は、DDTのグループによる興行を除き所属選手の他団体参戦は行われず、逆にフリー、他団体の選手のTJPWへの参戦も限定的であった。この体制は少しずつ緩和傾向にあるとはいえ、現在も国内他団体への選手派遣の機会は限られている。こうした団体の姿勢について、代表の甲田哲也は「自主独立路線」と表現している[1][2]。なお、海外の団体との交流については、所属選手の派遣や合同興行の開催等積極的に行われている。
- この団体の興行は他のプロレス興行と大きく違いストーリーテリング、試合前後の乱闘や因縁、不透明決着等の要素を一切排除、当団体所属レスラーは全員ベビーフェイス（善玉）、『試合終わればノーサイド』という競技会的な進行である。

## 歴史

### 2012年
- 代表たる事業部長には元NEO女子プロレス代表取締役社長でアイスリボンのマッチメイカーを卒業したばかりの甲田哲也が就任して第1号所属選手として元NEO所属選手のNOZOMIが入団。
- 11月30日、記者会見にて練習生のお披露目とプレデビューイベントの開催を発表。NOZOMIは同日付で退団となったが、2013年からの団体の本格始動が予定された。

### 2013年
- 1月30日、Twin Box AKIHABARAで無料の旗揚げプレイベント「The first meeting」を開催。シングルマッチ1試合、サンボエキシビション1試合、アイドルグループ3組とのコラボレーションイベントを行った[3][4][5]。また、ニコニコ動画の「DDTプロレスアワー」内にて番組も放送されることになった[4]。
- 3月25日、SHIBUYA DESEOで「The 2nd meeting」を開催。シングルマッチ1試合、サンボエキシビション1試合、アイドルグループ3組とのコラボレーションイベントを行った。
- 4月26日、SHIBUYA DESEOで有料による「The 3rd meeting」を開催。シングルマッチ1試合、空手エキシビション1試合、アイドルグループ1組、アイドル1人とのコラボレーションイベントを行った。
- 6月6日、SHIBUYA DESEOで「The 4th meeting」を開催。シングルマッチ2試合、アイドルグループ4組とのコラボレーションイベントを行った。
- 7月11日、SHIBUYA DESEOで「The 5th meeting」を開催。シングルマッチ2試合、アイドルグループ3組とのコラボレーションイベントを行った。イベント終了後にDDTプロレスリング代表取締役社長の高木三四郎から所属選手4人に8月17日のDDT両国国技館大会でダークマッチによるデビューが言い渡された[6]。
- 9月29日のDDT後楽園ホール大会において、12月に旗揚げ戦を開催することが発表された[7]。発表時点での練習生は10人。旗揚げ戦まで1ヶ月を切った11月7日、TECにて記者会見が開かれて練習生2名のデビューに加えてアイドルグループ「中野風女シスターズ」のメンバーでレスラーとしてNEOなどに参戦した浦えりかの参戦も発表された[8]。15日には対戦カードと合わせて練習生1名の追加デビューも発表[9]。
- 12月1日、北沢タウンホールで旗揚げ戦を開催。のの子、坂崎ユカがデビュー。練習生として元アイスリボン所属選手の加東江莉も加わることも発表された[10]。

### 2014年
- 1月18日、旗揚げ第2戦を王子BASEMENT MONSTARで開催[11]。以降は同所にて月1回の割合で開催大会を開催していた[10]。
- 1月28日、SHIBUYAエンタメステージで経験の場を積むという名目でマットを使用して興行を開催。ケンドー・リリコがデビュー[12]。
- 3月19日、高田あゆみの退団が発表された[13]。
- 4月5日、ラゾーナ川崎プラザソル大会を初開催[14]。えーりんのデビュー戦とともに、赤井沙希の参戦、アイドル枠としてレディビアードの出演も発表された[15]。
- 6月22日、初のトーナメント戦「東京プリンセスカップ」を開催する。8人参加であるがリリコの負傷欠場のためプロレスデビューしたばかりの声優である清水愛が参加[16][17]。
- 7月11日、負傷したリリコの治療費をまかなうため市ヶ谷南海記念診療所にて「ケンドー・リリコAID」を開催[18]。この興行ではアイドルライブの代わりにトークショーなどが組まれた。
- 7月21日、アゲインホールで開催された信州ガールズプロレスリングによるイベント「信州ガールズスペシャル アイドル戦国時代&女子プロレス」で提供試合が行われた[19]。
- 7月26日、中国で開催された新香港プロレスと新台湾プロレスによる合同興行で提供試合が行われた[20][21]。提供試合はセミファイナルに組まれたが、会場がポスターの差し替えも間に合わないくらい急に変更された影響で観衆がわずか4人しかいない中で行われた[21]。
- 8月2日、新木場1stRING大会を初開催（「闘うビアガーデン」の昼）。東京プリンセスカップ決勝戦をメインとしてアイドルライブは行わない。
- 9月6日、首都圏外初となる福岡大会を、さいとぴあ多目的ホールで開催[22]。アイドル枠としてDDTとのコラボ機会も多いご当地アイドルLinQが参加する[23]。
- 10月12日、公津の杜駅前ロータリーで行われた「公津フェスタ2014」でマットプロレスを開催[24]。
- 11月3日、ラジアントホール大会を初開催[25]。

### 2015年
- 2月28日、新宿FACE大会を初開催。MIZUHO、ハイパーミサヲがデビュー。赤井沙希、清水愛がユニット「東京美女プロレス（後に「美威獅鬼軍」に改名）」を結成してレギュラー参戦を表明[26]。
- 6月に決定していた王子BASEMENT MONSTAR大会が即完売したのを受け追加興行の同月開催を発表。翌7月にも追加興行が発表され、それまで月1回だったのが月2回となる。
- 7月18日、長期欠場していたケンドー・リリコが辰巳リカに改名して復帰戦が行われた。
- 9月22日、2度目となる新宿FACE大会をフルサイズで開催。滝川あずさがデビュー。

### 2016年
- 1月4日、後楽園ホール大会を初開催。優宇、のどかおねえさん、小橋マリカがデビュー。
- 3月6日、初の大阪大会を世界館で開催し、観衆285人、大入り札止めを記録した。
- 4月2日、ふれあいキューブ大会にて清水愛の東京女子プロレス卒業マッチ。清水は以降もプロレス活動は継続。
- 5月28日、欠場していた、えーりんが退団。
- 6月15日、Coconeriホール大会よりプロレス総合学院出身の才木玲佳が参戦。
- 8月13日、新宿FACE大会で黒音まほがデビュー。
- 9月22日、新宿FACE大会をもってKANNAが卒業。坂崎ユカが魔法の国に修行の旅に出る。
- 10月16日、2回目の大阪大会をアゼリア大正にて開催。ミル・クラウン初参戦。

### 2017年
- 1月4日、2度目の後楽園ホール大会を開催。この大会より伊藤麻希が定期参戦。
- 1月11日、体調不良で欠場中であったMIZUHOが卒業。
- 3月12日、Coconeriホール大会よりまなせゆうなが定期参戦。
- 3月25日、ラジアントホール大会をもってミウラアカネが卒業。
- 4月8日、アクトホール大会より瑞希が定期参戦。
- 5月7日、王子BASEMENT MONSTAR大会をもってミル･クラウンが魔法の国に帰還。
- 5月14日、ふれあいキューブ大会より魔法の国での修業を終えた坂崎ユカが復帰。
- 5月29日、アップアップガールズ（仮）の妹分グループ「アップアップガールズ（プロレス）」オーディション開催が決定。
- 7月20日、アップアップガールズ（プロレス）の練習生4人が決定。
- 8月26日、後楽園ホール大会で上福ゆきがプロレスデビュー、以降定期参戦。
- 12月4日、アップアップガールズ（プロレス）のプロテストが行われ、4人全員合格となる。

### 2018年
- 1月4日、後楽園ホール大会にてアップアップガールズ（プロレス）の4人がデビュー。また同大会はAbemaTVにて生中継。
- 2月3日、Coconeriホール大会をもって、のの子が卒業。
- 2月28日、新木場1stRing大会がAbemaTVにて2度目の生中継。アイドル専門チャンネルPigooの「プロレスするのだ!」は同大会の中継をもって終了。
- 3月27日、学業に専念するため休業していた木場千景が卒業。
- 5月3日、後楽園ホール大会で元リングアナの愛野ユキがプロレスデビュー。
- 6月27日、新宿FACEにてアップアップガールズ（仮）とのコラボ興行を開催。
- 7月30日、病気療養中であった黒音まほが卒業。
- 8月25日、後楽園ホール大会より、のどかおねえさんが天満のどかに改名。
- 10月27日、新木場1stRING大会をもって滝川あずさが卒業。
- 11月4日、新木場1stRING大会より白川未奈が定期参戦。
- 11月17日、新木場1stRING大会で猫はるながデビュー。
- 11月24日、成増アクトホール大会で原宿ぽむがデビュー。
- 12月1日、旗揚げ5周年。新宿FACEで記念大会『東京女子プロレス5th anniversary～五歳の東京女子プロレス～』を開催。YUMIがデビュー。この日をもって優宇がフリー転向のため退団。
- 12月31日、アップアップガールズ（プロレス）の4人がリングネームを改名。

### 2019年
- 1月4日、後楽園ホール大会で、うなぎひまわりがデビュー。この大会より万喜なつみが定期参戦。
- 2月23日、新宿FACE大会で桐生真弥がデビュー。
- 3月10日、露橋スポーツセンター大会よりハイパーミサヲが操に改名。
- 3月31日、同日をもって閉館となる博多スターレーンの女子プロレス団体として最後の興行を開催。
- 4月5日、BASEMENT MONSTAR大会をもってぴぴぴぴぴなのがアップアップガールズ（プロレス）を卒業してプロレスと芸能界から引退[27]。
- 5月3日、後楽園ホール大会で舞海魅星がデビュー。
- 5月25日、北沢タウンホール大会を最後に小橋マリカが大学受験のため1年間のプロレス休業に入る。
- 6月22日、新木場1stRING大会をもって才木玲佳がレギュラー参戦を終了。
- 8月25日、後楽園ホール大会で鈴芽がデビュー。

### 2020年
- 1月4日、後楽園ホール大会で汐凛セナがデビュー。また、操がハイパーミサヲに再改名。本大会は北側ステージ席開放で開催された。
- 4月3日（アメリカ東部標準時）、レッスルコン2020の企画として選抜メンバーによるタンパ・リッツイーバー（英語版）大会を開催予定であったが新型コロナウイルス対応に伴うレッスルコン2020自体の中止に伴い遠征中止となった[28]。
- 5月31日、CyberZの動画配信サービス・OPENRECを使用したPPV大会を初開催。
- 7月23日、後楽園ホール大会で宮本もかがデビュー。また、本大会をもってまなせゆうながレギュラー参戦を終了。
- 7月24日、休業中であったYUMIが退団。
- 9月21日、品川ザ・グランドホール大会をもって白川未奈と万喜なつみがレギュラー参戦を終了。
- 9月30日、うなぎひまわりが所属契約を満了。
- 10月3日、成増アクトホール大会で小橋マリカが復帰。
- 11月7日、初進出となるTOKYO DOME CITY HALL大会を開催。
- 11月14日、新木場1stRing大会より角田奈穂が定期参戦。またこの日から瑞希が東京女子プロレス所属となる。

### 2021年
- 1月4日、後楽園ホール大会で遠藤有栖がデビュー。
- 4月1日、新木場1stRingで出場選手を絞った実験興行「TJPW INSPIRATION」の第1回を開催。
- 4月4日、板橋グリーンホールで初の女性限定興行「Go girl」を開催。
- 4月12日（日本時間）、海外向けの配信限定ワンマッチ興行「That’s J-PW」の第1回を配信。以降毎週月曜と木曜AM11:00（日本時間）に配信。実況はクリス・ブルックスとバリヤンアッキ。
- 4月24日、板橋グリーンホール大会をもって汐凛セナが卒業。
- 5月4日、後楽園ホール大会よりSKE48の荒井優希が限定定期参戦。
- 6月6日、CyberFight Festival 2021さいたまスーパーアリーナ大会で鳥喰かやがデビュー。
- 7月1日（日本時間）、「That’s J-PW」の最終回を配信。全24回。
- 8月31日、舞海魅星が退団。9月4日開催の板橋大会まで出場。
- 10月9日、団体初となる大田区総合体育館大会を開催。

### 2022年
- 3月19日、団体初となる両国国技館大会を開催。同大会で長野じゅりあがプロレスデビュー。
- 3月26日、大手町三井ホール大会をもって天満のどかが卒業。
- 4月17日、両国KFCホール大会をもって小橋マリカが卒業。
- 5月3日、後楽園ホール大会にて才木玲佳のプロレス引退セレモニーを開催。
- 5月29日、大手町三井ホール大会にて芸能関係者のプロレスデビュー挑戦プロジェクト「夢プロレス」の企画と参加者を発表。
- 7月9日、大田区総合体育館大会を開催。本大会限定で不織布マスク着用の上での声援・紙テープ投げ入れを解禁。サンダーロサ対山下実優の試合は、後にAEW Darkにて英語実況つきで放送された。
- 8月28日、団体のロゴをリニューアル。この日後楽園ホールで開催した女性限定興行『Go Girl 4』の中で発表された。
- 10月14日、「夢プロレス」の参加者である凛咲子・真中ひまり・上原わかなが新宿FACE大会でエキシビジョンマッチを行う。

### 2023年
- 1月4日、後楽園ホール大会にて上原わかなが正式にプロレスデビュー。同日、HIMAWARIがデビュー。
- 2月21日、東京ドームで開催された武藤敬司引退興行『KEIJI MUTO GRAND FINAL PRO-WRESTLING "LAST" LOVE〜HOLD OUT〜』において選抜メンバーによる提供試合を行った。
- 3月6日、新宿FACE大会にて凍雅とアップアップガールズ（プロレス）の鈴木志乃がデビュー。
- 3月18日、団体初となる有明コロシアム大会を開催。同大会で風城ハルと大久保琉那がデビュー。
- 3月31日（アメリカ太平洋標準時）、アメリカ・カリフォルニア州ロサンゼルス・グローブシアターにて初の海外興行を開催した。
- 8月2日、後楽園ホールで行われた暗黒プロレス組織666の興行にて、らく&乃蒼ヒカリ&原宿ぽむの三選手が出場。
- 9月10日、後楽園ホールで行われた遠藤美月引退興行に瑞希が出場。
- 12月1日、旗揚げ10周年。『東京女子プロレス誕生10周年記念興行～We are TJPW～』を後楽園ホールで開催。
- 12月6日、北沢タウンホール大会をもって坂崎ユカが卒業。
- 12月15日（アメリカ太平洋標準時）、カリフォルニア州ロサンゼルス・ザ・バーモントハリウッドにてPrestige Wrestlingとの合同興行を開催。

### 2024年
- 2月24日、エディオンアリーナ大会にて七瀬千花がデビュー。
- 3月3日、新宿FACE大会にてキラ・サマーとアップアップガールズ（プロレス）の高見汐珠がデビュー。
- 3月22日、上野恩賜公園野外ステージにてガンバレ☆女子プロレスとの合同興行を開催。
- 3月31日、2年ぶりに両国国技館大会を開催。同大会で湯本亜美がデビュー。同日アニメ『装甲騎兵ボトムズ』とのコラボレーションが発表される。
- 4月5日（アメリカ東部標準時）、アメリカ・ペンシルベニア州フィラデルフィア・ペンズランディングケーターズにて、海外興行『TJPW LIVE in Philly』を開催。
- 4月6日（アメリカ東部標準時）、GCW（英語版）と対抗戦形式による合同興行『GCW vs TJPW』を開催。
- 4月13日、北沢タウンホール大会をもって長野じゅりあがプロレスを引退。
- 5月15日、乃蒼ヒカリがアップアップガールズ（プロレス）を卒業、YU-Mエンターテインメントを退所[29]。
- 7月25日、新木場1stRING「角田奈穂卒業記念興行～キミタチハ イッショウノ タカラモノ～」大会をもって角田奈穂がプロレスを引退。
- 8月25日、後楽園ホール大会より長谷川美子がレギュラー参戦。
- 10月27日、春日部ふれあいキューブ大会をもって大久保琉那が学業優先のため無期限休業に入る。
- 12月14日、ラジアントホール大会よりアイビー・スティールがレギュラー参戦。

### 2025年
- 1月1日、アイスリボンより芦田美歩が移籍。1月4日の後楽園ホール大会にて初参戦。
- 4月26日、札幌サンプラザ大会よりそれまで限定参戦だった荒井優希が全大会出場のレギュラー参戦。
- 6月1日、中日ホール大会にて小夏れんがデビュー。
- 7月8日、新宿FACE大会をもって長谷川美子がプロレスを引退。
- 7月11日から14日（アメリカ中部夏時間）にかけて、アメリカ・テキサス州内で海外興行。11日と12日はヒューストン・POST内のX Atriumで海外興行『TJPW LIVE in Houston』[30][31]、14日はフォーニー・The OC Arenaで『TJPW LIVE in Dallas』を開催[32]。
- 8月9日、品川ザ・グランドホール大会をもってアイビー・スティールが日本留学期間終了にともなうイギリス帰国のため参戦終了[33]。

## タイトルホルダー
| タイトル                           | 保持者                  | 歴代   |
| ---------------------------------- | ----------------------- | ------ |
| プリンセス・オブ・プリンセス王座   | 瑞希                    | 第15代 |
| インターナショナル・プリンセス王座 | 宮本もか                | 第14代 |
| プリンセスタッグ王座               | 中島翔子 ハイパーミサヲ | 第18代 |

| タイトル                                  | 覇者                    | 年代   |
| ----------------------------------------- | ----------------------- | ------ |
| 東京プリンセスカップ                      | 水波綾                  | 2024年 |
| "ふたりはプリンセス"Max Heartトーナメント | 中島翔子 ハイパーミサヲ | 2025年 |

## 所属選手、主要参戦選手

### 正規軍
- 山下実優
- 愛野ユキ
- 猫はるな
- 原宿ぽむ
- 桐生真弥
- 瑞希
- 宮本もか
- 鳥喰かや
- HIMAWARI
- 凍雅
- 風城ハル
- 大久保琉那（無期限欠場中）
- 七瀬千花
- キラ・サマー
- 芦田美歩
- 小夏れん

### 享楽共鳴
- 中島翔子
- ハイパーミサヲ

### 白昼夢
- 辰巳リカ
- 渡辺未詩（YU-Mエンターテインメント兼任所属）

### でいじーもんきー
- 鈴芽
- 遠藤有栖（ナインズプロモーション兼任所属）

### Ober Eats
- 上福ゆき（フリー）
- 上原わかな（フリー）

### アップアップガールズ（プロレス）
- らく（YU-M エンターテインメント兼任所属）
- 渡辺未詩（YU-Mエンターテインメント兼任所属）
- 鈴木志乃（YU-Mエンターテインメント兼任所属）
- 高見汐珠（YU-Mエンターテインメント兼任所属）

### レギュラー参戦選手
- 伊藤麻希（ジョブ・ネット）
- 荒井優希（ゼスト）

## スタッフ

### レフェリー
- 木曽大介（DDTプロレスリング）
- 松井幸則（DDTプロレスリング）（試合数の多い大会に限定参戦）
- 文りん（上方落語協会）
- 岡田裕也（プロレスリングBASARA）（木曽大介の不在時に助っ人参戦）
- 青木詩織（ゼスト）（限定参戦）

### リングアナウンサー
- 白井李世

### 運営
- 高橋晃（事業統括部長）[34]
- 甲田哲也

### その他
- ミウラアカネ

## 歴代所属選手
- NOZOMI（2012年11月30日退団）
- 高田あゆみ（2014年3月19日退団）
- えーりん（2016年5月28日退団）
- KANNA（2016年9月22日卒業）
- MIZUHO（2017年1月11日卒業）
- ミウラアカネ（2017年3月25日卒業）
- のの子（2018年2月3日卒業）
- 木場千景（2018年3月27日卒業）
- 黒音まほ（2018年7月30日卒業）
- 滝川あずさ（2018年10月27日卒業）
- 優宇（2018年12月1日退団）
- ぴぴぴぴぴなの（YU-Mエンターテインメント兼任所属）（2019年4月5日卒業）
- YUMI（2020年7月24日退団）
- うなぎひまわり（2020年9月30日契約満了）
- 汐凛セナ（2021年4月24日卒業）
- 舞海魅星（2021年8月31日契約終了）
- 天満のどか（2022年3月26日卒業）
- 小橋マリカ（2022年4月17日卒業）
- 坂崎ユカ（2023年12月6日卒業）
- 乃蒼ヒカリ（YU-Mエンターテインメント兼任所属）（2024年5月15日卒業）

## 歴代レギュラー参戦選手

### 女子選手
- 清水愛（2014年7月19日 - 2016年4月2日、2017年1月4日、2025年6月28日）
- 赤宮サキ（2015年10月24日 - 2016年4月2日）
- 才木玲佳（2016年6月15日 - 2019年6月22日、2022年5月3日）
- ミル・クラウン（2016年10月16日 - 2017年5月7日）
- まなせゆうな（2017年3月12日 - 2020年7月23日）
- 白川未奈（2018年11月4日 - 2020年9月21日）
- 万喜なつみ（2019年1月4日 - 2020年9月21日）
- 沙希様
- メイ・サン＝ミッシェル
- 長野じゅりあ（2022年3月19日 - 2024年4月13日）
- 角田奈穂（2020年11月14日 - 2024年7月25日）
- 長谷川美子（2024年9月8日 - 2025年7月8日）
- アイビー・スティール（2024年12月14日 - 2025年8月9日）

### 男子選手
- マーサ
- ユキオ・サンローラン

## 歴代スポット参戦選手

### 女子選手
- 浦えりか（2013年12月1日）
- 赤井沙希
- チェリー（2017年1月4日、7月30日、9月10日）
- 里村明衣子（2017年8月26日、2019年1月4日、2024年10月6日、2025年3月16日）
- 里歩（2018年1月4日、5月3日、8月25日、12月1日、2019年1月4日、5月3日、8月25日、2021年10月9日、2022年7月9日、10月9日、2024年1月4日）
- アジャコング（2019年3月31日、5月3日、2020年1月4日、11月7日、2021年1月4日、8月14日 - 8月15日、10月9日、2022年7月9日、10月9日、2023年2月18日、3月18日、5月27日、7月8日、8月5日、9月16日、10月9日、2024年1月4日、3月31日、4月14日、4月19日、5月25日、6月9日、7月20日、9月14日、9月22日、12月29日、2025年1月4日、3月16日）
- 岩田美香（2019年3月31日）
- 進垣リナ（2019年3月31日）
- Sareee（2020年1月4日、11月7日）
- 世志琥様
- 駿河メイ（2020年11月7日、2022年7月9日、8月13日、2024年7月20日、8月25日）
- まなせゆうな（2020年11月7日、2021年1月4日、4月17日、2022年3月19日、5月5日、8月7日、10月9日、2024年3月22日、5月6日、10月6日、12月29日、2025年5月3日、2025年7月21日）
- 山下りな（2021年4月1日、2024年1月4日）
- ラム会長（2021年10月9日、2022年2月11日、3月19日、2023年3月18日、2024年1月4日、2月10日、9月22日、11月10日、2025年2月8日）
- VENY（朱崇花）（2021年10月9日、2022年1月15日、1月20日、1月29日、2月11日、3月19日、2023年5月27日、7月8日、2024年9月22日、2025年7月21日）
- SAKI（2021年12月10日、2022年4月10日、2024年6月9日）
- 水森由菜（2021年12月10日）
- 春日萌花（2022年3月19日、2024年7月20日、2025年4月19日）
- 加藤悠（2022年3月19日、2023年10月9日、2024年3月22日）
- YuuRI（2022年3月19日、2024年3月22日）
- 志田光（2022年3月19日、5月3日、7月9日、2024年6月9日）
- 水波綾（2022年7月9日、10月9日、2023年3月18日、5月5日、7月8日、9月16日、10月9日、10月27日、2024年1月4日、1月13日、2月10日、2月24日、3月3日、3月31日、7月28日 - 8月10日、8月23日 - 8月25日、9月22日、10月6日、11月10日、12月29日、2025年1月4日、4月19日）
- 長谷川美子（2022年10月9日、10月29日、11月27日、2023年6月18日、9月10日、10月9日、2024年3月22日、6月29日、8月25日）
- アイガー（2023年8月17日）
- リアラ（2023年10月9日、2024年3月22日、2025年7月5日）
- さくらえみ（2024年3月31日、7月20日、9月22日、2025年7月21日）
- 湯本亜美（2024年3月31日）
- 関口翔（2024年5月25日、7月20日、9月22日、10月6日、2025年3月16日、4月19日）
- 高瀬みゆき（2025年6月28日）
- 本間多恵（2025年6月28日）
- 井上京子（2025年7月21日）

### 男子選手
- 越中詩郎（2017年8月26日）
- 男色ディーノ（2018年1月4日）
- 葛西純（2018年5月3日）
- 大石真翔（2018年6月27日）
- アントーニオ本多（2019年8月4日、9月1日、2021年8月14日、2022年4月10日、2023年5月25日、10月9日、11月23日、12月6日、2024年12月29日、2025年6月14日）
- デモニオ・ウノ（2019年8月4日、2022年9月11日）
- 坂口征夫（2020年11月7日）
- 高木三四郎（2020年11月7日、2022年3月19日）
- スーパー・ササダンゴ・マシン（2020年11月20日、2023年8月5日、2023年11月23日）
- トランザム★ヒロシ（2021年12月10日、2023年12月6日）
- アブドーラ・小林（2022年4月10日）
- ポコたん（2022年9月11日、2024年12月29日）
- アンドレザ・ジャイアントパンダ（2023年3月18日、2024年3月31日、2025年7月21日）
- がばいじいちゃん（2023年5月1日、2025年6月28日）
- ヨシヒコ（2023年5月25日）
- デモニオ・ドス（2023年8月26日）
- 今成夢人（2023年11月23日）
- デモニオ（2023年11月23日）
- くいしんぼう仮面（2024年1月6日）
- 鈴木みのる（2024年3月31日）
- クリス・ブルックス（2024年3月31日、2025年7月21日）
- 黒潮TOKYOジャパン（2024年10月6日）
- ポイズン澤田JULIE（2024年12月29日）
- LEONA（2025年6月14日）
- 関根“シュレック”秀樹（2025年6月14日）
- 平田一喜（2025年6月14日）
- エル・デスペラード（2025年7月21日）

## 来日外国人選手
- キャンディス・レラエ（2016年1月4日、2017年1月4日）
- ローラ・ジェームス（英語版）（2017年1月4日）
- ソロ・ダーリン（英語版）（2017年8月26日）
- ベーダ・スコット（英語版）（2018年1月4日 - 1月7日、12月1日 - 12月27日）
- サマラ（2018年2月3日）
- プリシラ・ケリー（2018年4月7日、4月8日、4月15日、10月13日、10月14日）
- シュー・ヤン（2018年5月3日、5月5日、2019年8月25日、9月1日）
- ミリー・マッケンジー（英語版）（2019年1月4日、1月5日、2022年11月20日、11月27日）
- サンダー・ロサ（英語版）（2019年4月29日 - 5月6日、2020年1月4日、2022年7月9日）
- アリシン・ケイ（2019年5月5日、5月6日）
- ジゼル・ショー（英語版）（2019年8月25日、9月1日）
- ダリス（2019年9月16日、2020年1月25日、2022年9月11日）
- ナイトシェイド（2019年11月9日 - 11月16日、2022年10月9日）
- ハロチータ（英語版）（2020年1月25日）
- ラナ・オースチン（英語版）（2020年2月1日 - 2月11日）
- "ジ・アンブレイカブル"リオ（英語版）（2022年5月29日、6月4日）
- アレックス・ウィンザー（英語版）（2022年7月9日、10月9日）
- マックス・ジ・インペイラー（2022年8月13日 - 14日、10月9日 - 10月14日、2023年1月4日 - 1月8日、3月18日 - 3月22日、3月31日、4月15日 - 4月23日、7月8日、10月9日 - 10月21日、11月19日、11月26日 - 12月1日、2024年1月4日 - 1月6日、2024年3月31日、2025年1月18日 - 1月25日、2月8日、3月16日）
- ステファニー・バッケル（2022年9月11日）
- リア・オライリー（2022年10月9日 - 10月14日）
- ウィロー・ナイチンゲール（英語版）（2022年10月29日 - 11月6日、2025年3月16日）
- ビリー・スタークス（英語版）（2022年11月20日、11月27日、2023年3月18日、3月31日、2025年7月21日）
- トリッシュ・アドラ（英語版）（2023年1月4日 - 1月8日、3月31日）
- ハイディ・ハウイツァ（英語版）（2023年1月4日 - 1月8日、3月18日 - 3月22日、3月31日）
- ジャナイ・カイ（英語版）（2023年2月11日、2月18日、3月31日）
- バートビクセン（英語版）（2023年4月15日 - 4月23日、7月8日、2024年6月9日）
- ソーヤー・レック（2023年4月29日 - 5月5日、7月8日）
- ナイラ・ローズ（英語版）（2023年7月8日、10月9日）
- レジーナ（2023年10月20日 - 10月27日）
- VIVA VAN（英語版）（2023年11月26日 - 12月1日、2025年5月3日）
- マーシャ・スラモビッチ（英語版）（2024年1月4日 - 1月6日、2024年3月31日、2025年1月4日）
- ザラ・ザッカー（2024年2月10日、2月17日、7月28日 - 8月25日、11月16日、11月22日、2025年1月4日）
- アレクシス・リー（英語版）（2024年5月18日、5月25日、2025年5月3日 - 5月5日）
- LAテイラー（2024年6月9日）
- レイ・イン・リー（英語版）（ザイア・ジャオ）（2024年9月22日、2024年12月29日、2025年1月4日）
- ミキ・フォーチュン（2024年10月13日）
- シャザ・マッケンジー（2024年11月16日、11月22日）
- マッチャ（2024年12月21日 - 2025年1月4日、2025年5月3日 - 5月5日）
- ジェイダ・ストーン（2025年1月11日 - 1月19日、2月8日 - 2月15日、2025年7月21日）
- タバタ（2025年4月19日）
- ノア・フェニックス・ダイアナ（2025年5月3日 - 5月5日）

## 歴代スタッフ
- 石黒淳士（フリー）（レフェリー）
- 桃知みなみ（フリー）（リングアナウンサー、司会）（2013年12月 - 2017年1月）
- 愛野ユキ（リングアナウンサー、司会）（2017年1月 - 2018年4月）
- 滝川あずさ（広報）（2018年 - 2020年）

- 難波小百合（リングアナウンサー、司会）（2018年3月 - 2025年6月）

## テーマ曲
- プリンセスマーチ（祖堅正慶）

2022年6月12日の「CyberFight Festival 2022」で初披露。6月19日の後楽園ホール大会から使用しているオープニング曲。
- You grow up

2017年3月12日のCoconeriホール大会から使用しているオープニング曲。引き分け時のテーマも本曲。
- バッド・レピュテーション（アヴリル・ラヴィーン）

過去に使用していたオープニング曲。
- 爆音セレナーデ

過去にオープニングライブで、えーりん、山下実優、坂崎ユカによるユニット「めんたいぎょうざマンゴー添え」で振り付きで歌唱されていた。

## 試合中継
- WRESTLE UNIVERSE

主に後楽園ホール以上の会場から生配信およびアーカイブ配信 
実況：村田晴郎
解説：三田佐代子、小佐野景浩
ゲスト：谷真理佳(SKE48)、中山夏月姫(OCHA NORMA)など(ゲストを呼ばない場合、負傷欠場中の選手を呼ぶ場合もある)
上記のほか、原則的に全ての興行にて生配信またはVOD配信を実施(実況・解説なし)
- ファイティングTVサムライ

上記の実況中継を2〜3時間に編集のうえ、後付実況・解説にて後日放送
実況：村田晴郎
解説には所属選手から1名、(木曽大介レフェリーが加わる場合あり)
終了した番組
- 東京女子プロレス〜プロレスするのだ!〜（アイドル専門チャンネルPigoo）（2016年7月3日 - 2018年2月28日）[35]

## 関連番組
終了した番組
- DDTの木曜The NIGHT（AbemaTV）（2018年 - 2022年）[36]
- ゆにばーす・ばいぶる（ABEMA）（2021年 - 2022年）

## ビッグマッチ一覧
| 大会名                  | 日付          | 会場                             | 観衆   |
| ----------------------- | ------------- | -------------------------------- | ------ |
| WRESTLE PRINCESS        | 2020年11月7日 | TOKYO DOME CITY HALL             | 未発表 |
| WRESTLE PRINCESS II     | 2021年10月9日 | 大田区総合体育館                 | 914人  |
| GRAND PRINCESS '22      | 2022年3月19日 | 両国国技館                       | 1714人 |
| SUMMER SUN PRINCESS '22 | 2022年7月9日  | 大田区総合体育館                 | 1130人 |
| WRESTLE PRINCESS III    | 2022年10月9日 | TOKYO DOME CITY HALL             | 1007人 |
| GRAND PRINCESS '23      | 2023年3月18日 | 有明コロシアム                   | 1513人 |
| SUMMER SUN PRINCESS '23 | 2023年7月8日  | 大田区総合体育館                 | 1222人 |
| WRESTLE PRINCESS IV     | 2023年10月9日 | 東京たま未来メッセ               | 868人  |
| GRAND PRINCESS '24      | 2024年3月31日 | 両国国技館                       | 2349人 |
| SUMMER SUN PRINCESS '24 | 2024年7月20日 | 後楽園ホール                     | 873人  |
| WRESTLE PRINCESS V      | 2024年9月22日 | 幕張メッセ国際展示場 展示ホール6 | 756人  |
| GRAND PRINCESS '25      | 2025年3月16日 | 大田区総合体育館                 | 1212人 |
| SUMMER SUN PRINCESS '25 | 2025年7月21日 | 大田区総合体育館                 | 1384人 |